# Adeonella cultrata
Adeonella cultrata är en mossdjursart som beskrevs av Hayward 1981. Adeonella cultrata ingår i släktet Adeonella och familjen Adeonellidae. Inga underarter finns listade i Catalogue of Life.